# Kiriku und die Zauberin
Kiriku und die Zauberin (Originaltitel: Kirikou et la Sorcière) ist ein französischer Zeichentrickfilm und der erste Film in Spielfilmlänge von dem in Guinea aufgewachsenem Regisseur Michel Ocelot aus dem Jahr 1998. Der Film basiert lose auf einem westafrikanischen Märchen und war so erfolgreich, dass 2005 die Fortsetzung Kiriku und die wilden Tiere entstand. 2007 folgte das Musical Kiriku und Karaba.

## Handlung
In einem kleinen Dorf in der westafrikanischen Savanne wird der winzige Junge Kiriku geboren. Er spricht bereits im Mutterleib, ist intelligent, schlagfertig, kann sehr schnell laufen und ist in jeder Hinsicht ein besonderes Kind.
Das Dorf wird von der bösen Zauberin Karaba tyrannisiert. Sie hat bereits fast alle Männer gefangen genommen. Übrig sind nur Frauen, Kinder, ein alter Mann und Kirikus Onkel. Die Zauberin lässt nichts aus, um den Dorfbewohnern das Leben schwer zu machen. Sie lässt die nahe Quelle versiegen, schickt von ihr verzauberte, hölzerne Fetische ins Dorf, um Schmuck und alles Wertvolle zu stehlen, und versucht mehrfach, auch die Kinder zu entführen. Sie selbst verlässt dabei niemals ihr Haus.
Der schlaue Kiriku lässt sich von Karaba nicht einschüchtern und kann die Zauberin immer wieder hereinlegen. Er vereitelt Karabas Entführungsversuche und bringt die Quelle wieder zum Sprudeln. Schließlich macht er sich auf den gefahrvollen Weg zu seinem weisen Großvater, der in den Bergen hinter Karabas Haus lebt. Von ihm erfährt er, dass die Zauberin selbst verzaubert ist, weil böse Menschen ihr einst einen Dorn tief ins Rückgrat gestoßen haben.
Mit einem Trick gelingt es Kiriku den Dorn aus Karabas Rücken zu ziehen, worauf die Bosheit von ihr abfällt und sie wieder eine normale Frau wird. Auch Kiriku selbst wird erlöst. Ein Kuss von Karaba lässt ihn zu einem großen, starken Mann wachsen.

## Synchronsprecher
| Rolle           | französische Sprecher                      | deutsche Sprecher        |
| --------------- | ------------------------------------------ | ------------------------ |
| Kiriku          | Doudou Gueye Thiaw                         | Gabriel Wanka            |
| Kiriku als Mann | William Nadylam-Yotnda / Sébastien Hébrant | Philipp Brammer          |
| Karaba          | Awa Sène Sarr                              | Claudia Urbschat-Mingues |
| Mutter          | Maimouna N'Diaye                           | Mo Asumang               |
| Großvater       | Robert Lionsol                             | Harald Leipnitz          |

## Auszeichnungen
| Jahr | Veranstaltung                                          | Auszeichnung                                    | Kategorie                          | Ergebnis                                   |
| ---- | ------------------------------------------------------ | ----------------------------------------------- | ---------------------------------- | ------------------------------------------ |
| 1999 | Annecy International Animated Film Festival            | Grand Prix                                      | Best Animation Film                | gewonnen                                   |
| 1999 | Castellinaria International Festival of Young Cinema   |                                                 | Environment and Health Award       | gewonnen                                   |
| 1999 | Castellinaria International Festival of Young Cinema   |                                                 | Silver Castle                      | gewonnen                                   |
| 1999 | Chicago International Children’s Film Festival         | Adult’s Jury Award                              | Feature Film and Video - Animation | gewonnen                                   |
| 1999 | Chicago International Children’s Film Festival         | Children’s Jury Award                           | Feature Film and Video - Animation | gewonnen                                   |
| 1999 | Cinekid                                                |                                                 | Cinekid Film Award                 | gewonnen                                   |
| 1999 | Oulu International Children’s Film Festival            |                                                 | C.I.F.E.J. Award                   | gewonnen                                   |
| 1999 | Oulu International Children’s Film Festival            |                                                 | Starboy Award                      | nominiert                                  |
| 2000 | Ale Kino! - International Young Audience Film Festival | Silver Poznan Goat                              | Best Animation Film                | gewonnen                                   |
| 2000 | Cartagena Film Festival                                | Prize of the Children’s Cinema Competition Jury | Best Feature Film for Children     | gewonnen                                   |
| 2000 | Montréal International Children’s Film Festival        | Special Jury Prize                              | Feature Film                       | gewonnen                                   |
| 2002 | British Animation Awards                               | British Animation Award                         | Best European Feature Film         | gewonnen (mit Chicken Run – Hennen rennen) |

## Fortsetzungen
Aufgrund des Erfolgs von Kiriku und die Zauberin brachte Michel Ocelot 2005 die Fortsetzung Kiriku und die wilden Tiere heraus. Diese ist zeitlich in der Mitte des ersten Films angesiedelt und erzählt vier Episoden aus dem Leben von Kiriku und den Dorfbewohnern. Im Jahr 2012 folgte mit Kiriku und die Männer und Frauen ein dritter aus fünf Episoden bestehender Film.